# 松井茜
松井 茜（まつい あかね、1980年12月28日 - ）は、日本の女優、声優。東京都生まれ、東京都足立区育ち。東京都立飛鳥高等学校卒業。桐朋学園芸術短期大学専攻科演劇専攻卒業。
懸樋プロダクション所属。以前はスターダス・21に所属していた。

## 出演作品
太字はメインキャラクター。

### テレビドラマ
- 新・愛の嵐（2002年、東海テレビ）
- 愛の劇場 コスメの魔法（2004年、TBS）
- 土曜ワイド劇場 鉄道捜査官5（2005年、テレビ朝日） - 井上由美子 役
- テレビ朝日開局50周年記念SPドラマ鹿鳴館（2008年、テレビ朝日）
- 水曜ミステリー9 動物医・彩子の推理カルテ（2009年、テレビ東京）
- 刑事のまなざし 第10話（2013年12月9日、TBS） - リポーター 役[2]

### バラエティ
- 大学王（テレビ朝日）
- 最終警告!たけしの本当は怖い家庭の医学（2004年、ABC） - 主演

### 映画
- テルマエ・ロマエ（2012年） - 声の出演

### テレビアニメ
- とんでもスキルで異世界放浪メシ（2023年） - ヴィアンカ 役

### OVA
- 姫ギャル♥パラダイス（2011年） - なつみ 役

### Webアニメ
- ライジングインパクト（2024年） - 黒峰美花 役[3]

### ゲーム
- 姫ギャル♥パラダイス メチカワ! アゲ盛り↑センセーション!（2012年） - なつみ 役[4]

### 吹き替え

#### 担当女優
グレイス・パーク
- NCIS:LA 〜極秘潜入捜査班 シーズン3 #21（コノ・カラカウア）
- CSI:9 科学捜査班（シャロン）
- HAWAII FIVE-0（コノ・カラカウア）
- MACGYVER/マクガイバー シーズン1 #18（コノ・カラカウア）

#### 映画（吹き替え）
- アウトロー・キング スコットランドの英雄（エリザベス・デ・バラ〈フローレンス・ピュー〉）※Netflix版
- イエスタデイ 沈黙の刻印（秘書）
- インスタント・ファミリー 〜本当の家族見つけました〜（エリー・ワグナー〈ローズ・バーン〉）
- イントゥ・ザ・ワイルド（トレイシー〈クリステン・スチュワート〉）
- VOICE ヴォイス（チョア〈チャ・イェリョン〉）
- オペレーション・フィナーレ（ハンナ〈メラニー・ロラン〉）
- ザ・ウォーカー（ソラーラ〈ミラ・クニス〉）
- シニアイヤー（ステファニー〈レベル・ウィルソン〉）
- ジョイ（ジョイ・マンガーノ〈ジェニファー・ローレンス〉）
- ジョン・ウィック:パラベラム（裁定人〈エイジア・ケイト・ディロン〉[6]）
- 白い帽子の女（レア〈メラニー・ロラン〉）
- スクランブル（ステファニー〈アナ・デ・アルマス〉）
- スマーフ
- 摩天楼はバラ色に（クリスティ・ウィルズ〈ヘレン・スレイター〉）※Netflix版
- 遥か群衆を離れて（リディ〈ジェシカ・バーデン〉）
- バイオハザードIV アフターライフ（クリスタル〈ケイシー・バーンフィールド〉）※テレビ朝日版
- ハッピーエンドが書けるまで（エリカ〈ジェニファー・コネリー〉）
- ハリウッド・スキャンダル（マーラ・メイブリー〈リリー・コリンズ〉）
- ボイス（チョア）
- 炎の少女チャーリー（ヴィッキー〈シドニー・レモン〉）
- マイ・ファニー・レディ（イサベラ・“イジー”・パターソン〈イモージェン・プーツ〉）
- マリッジ・ストーリー（ニコール・バーバー〈スカーレット・ヨハンソン〉）
- ミッション:インポッシブル/デッドレコニング PART ONE（DIA〈インディラ・ヴァルマ〉[7]）
  - ミッション:インポッシブル/ファイナル・レコニング[8]

#### ドラマ
- I AM 私の分岐点 #3（ハナ〈ジェンマ・チャン〉[9]）
- アメリカン・ゴッズ（ローラ・ムーン〈エミリー・ブラウニング〉）
- インジャスティス 〜法と正義の間で〜（ルーシー・ウィルソン〈ジェイン・ワイズナー〉）
- WITHOUT A TRACE/FBI 失踪者を追え!
- エレメンタリー2 ホームズ&ワトソン in NY #15（アイリス・ランザー〈アレクサ・パラディノ/Aleksa Palladino）
- ALMOST HUMAN/オールモスト・ヒューマン（ヴァレリー・スタール〈ミンカ・ケリー〉[10]）
- 王女の男（敬恵王女〈ホン・スヒョン〉）※NHK版
- オレのことスキでしょ。
- KILLJOYS/銀河の賞金ハンター（ダッチ〈ハナ・ジョン＝カーメン〉）
- ギルモア・ガールズ
- グッド・ワイフ
- 結婚式の後で
- コウラン伝 始皇帝の母（雅〈ハイ・リン〉[11]）
- コバート・アフェア シーズン2
- ザ・ケープ 漆黒のヒーロー
- ザ・ファイブ -残されたDNA-（アリー・ケイン〈ハンナ・アータートン〉）
- CSI:マイアミ9（アビー）
- CSI:10 科学捜査班（ジェス）
- シークレット・サークル
- 善徳女王（天明〈チョンミョン〉〈パク・イェジン〉）
- チャームド 〜魔女3姉妹〜 シーズン7（ジョアンナ）
- 根の深い木 〜世宗大王の誓い〜（ソイ）
- PERSON of INTEREST 犯罪予知ユニット（ジェシカ・アーント〈スーザン・マイズナー〉）
- ハリーズ・ロー 裏通り法律事務所
- ファッション王（イ・ガヨン〈シン・セギョン〉）
- ブラインドスポット タトゥーの女（パターソン〈アシュレー・ジョンソン〉）
- THE FLASH/フラッシュ（パティ・スピヴォット〈シャンテル・ヴァンサンテン〉）
- ボードウォーク・エンパイア 欲望の街（アンジェラ・ダーモディ〈アレクサ・パラディノ〉）
- MAD MEN シーズン4
- ミディアム5 霊能者アリソン・デュボア
- ローマ警察殺人課アウレリオ・ゼン 3つの事件
- 私の期限は49日（スジン）

#### アニメ
- ラプンツェル ザ・シリーズ（スタリアン）

### 舞台
- こまつ座「雨」
- おつとめです
- 地人会「藪原検校」
- 地人会「フィガロの離婚」
- リリック＋幹の会「オセロー」

### ラジオドラマ
- NHK-FM 青春アドベンチャー
  - 「ゼンダ城の虜」（2008年）
  - 「スカラムーシュ」（2009年）

### その他
- ロバート秋山のクリエイターズ・ファイル No.27 「声優 二木陽次」